# Béarn (porta-aviões)
O Béarn foi o primeiro porta-aviões operado pela Marinha Nacional Francesa. Sua construção começou em janeiro de 1914 na Forges et Chantiers de la Méditerranée em La Seyne-sur-Mer originalmente como o quinto e último couraçado da Classe Normandie. As obras foram paralisadas depois do começo da Primeira Guerra Mundial e ele foi lançado ao mar em abril de 1920 a fim de liberar espaço no estaleiro. A Marinha Nacional decidiu convertê-lo em um porta-aviões depois da assinatura do Tratado Naval de Washington em 1922 e o Béarn foi comissionado na frota em dezembro de 1927. Era capaz de transportar mais de trinta aeronaves, contava com bateria antiaérea formada por canhões de 75 e 37 milímetros, tinha um deslocamento carregado de quase 29 mil toneladas e alcançava uma velocidade de 21 nós.
O Béarn passou seus primeiros anos de serviço participando principalmente de exercícios de treinamento, também realizando algumas viagens pela África. Ele passou por uma pequena modernização entre 1934 e 1935, retomando suas funções de rotina até o início da Segunda Guerra Mundial em setembro de 1939. Na guerra, ele inicialmente participou de treinamentos em águas domésticas e então foi internado nas Antilhas Francesas depois do armistício com a Alemanha em maio de 1940. O porta-aviões permaneceu no local pelos anos seguintes até maio de 1943, quando o governo francês ordenou que fosse sabotado, sendo consequentemente deliberadamente encalhado na entrada do porto de Martinica. O Béarn foi depois tomado pelas forças da França Livre e convertido em um navio de transporte de aeronaves.
A embarcação partiu em sua primeira missão de transporte no início de 1945, porém colidiu com outro navio e passou quatro meses em reparo. Em seguida o Béarn transportou pessoal e materiais entre a França Metropolitana e o Norte da África Francês por vários meses. Depois da guerra o porta-aviões foi enviado para a Indochina Francesa carregando materiais, aeronaves e suprimentos para as campanhas de reestabelecimento do domínio colonial. Ele permaneceu no local por um ano até voltar para casa e ser colocado na reserva. Foi reativado dois anos depois para atuar como a capitânia de grupo submarino e antissubmarino da Marinha Nacional, também atuando como embarcação de suporte. O Béarn foi transformado em alojamento flutuante em 1960 e por fim enviado para desmontagem em 1967.

## Projeto

### Características
O Béarn tinha 182,5 metros de comprimento de fora a fora e uma boca de 27,17 metros na linha de flutuação e 35,2 metros de no convés de voo. Seu deslocamento padrão de 22,5 mil toneladas e um deslocamento carregado de 28,9 mil toneladas, o que lhe dava um calado de 8,86 metros. Havia casa de cartas retrátil de quatro andares na extremidade de vante do convés de voo; quando retraída dava vistas à vante e para as laterais abaixo do convés de voo. A tripulação era de 45 oficiais e 830 marinheiros.
O projeto original do navio como couraçado era para que seu sistema de propulsão, diferentemente de seus irmãos, fosse de dois conjuntos de turbina a vapor Parsons e 28 caldeiras Niclausse. Entretanto, quando foi tomada a decisão de convertê-lo em porta-aviões, foi decidido também usar o mesmo sistema misto que seria usado nos outros navios da classe. Os maquinários foram tirados daquele que seria o primeiro couraçado da classe, o Normandie. Desta forma, o sistema de propulsão do Béarn era de um conjunto de turbina a vapor que girava as duas hélices centrais e dois motores verticais de tripla-expansão, cada um girando uma das hélices externas; estas duas últimas seriam usadas apenas em baixas velocidades. O objetivo era reduzir o consumo de combustível em velocidade de cruzeiro pois turbinas a vapor eram muito ineficientes em velocidades baixas e moderadas. A potência indicada era de quarenta mil cavalos-vapor (29,4 mil quilowatts) com o vapor de doze caldeiras Normand a óleo combustível que funcionavam a uma pressão de vinte quilogramas-força por centímetro quadrado (1 961 quilopascais), dando ao porta-aviões uma velocidade máxima de 21,5 nós (39,8 quilômetros por hora). A exaustão das caldeiras era canalizada para uma chaminé integrada com a superestrutura de ilha a estibordo do convés de voo. Uma grande câmara de ventilação, chamada de base da lâmpada, foi instalada na lateral do casco abaixo da chaminé para misturar ar frio com a exaustão quente das caldeiras e assim reduzir a turbulência sobre o convés de voo. Podia carregar até 2,1 mil toneladas de óleo combustível para uma autonomia de 6,5 mil milhas náuticas (doze mil quilômetros) a dez nós (dezenove quilômetros por hora). A energia elétrica era produzida por quatro dínamos a vapor de quatrocentos quilowatts, enquanto dois geradores a diesel de 150 quilowatts eram usados quando atracado.
O cinturão de blindagem original da Classe Normandie era inapropriado para um porta-aviões, assim foi substituído por um mais fino, porém mais profundo. Era feito de aço não cimentado e tinha 83 milímetros de espessura, ficando 2,35 metros acima da linha de flutuação e 3,124 metros abaixo. O convés blindado inferior não foi alterado e tinha de catorze a setenta milímetros, mas a espessura do convés blindado superior foi ligeiramente reduzida de 26 para 24 milímetros. As casamatas tinham laterais de cinquenta milímetros e teto de 24 milímetros. Os depósitos de carvão que protegeriam as laterais submersas das salas das caldeiras foram mantidos e ampliados para cobrirem as salas de máquinas e os tanques de combustível de vante, pois a Marinha Nacional Francesa temia que a antepara antitorpedo existente não iria aguentar os torpedos com ogivas maiores desenvolvidos desde que o sistema original foi projetado. Essa antepara era feita de uma placa de aço-níquel de vinte milímetros e uma placa de dez milímetros de aço macio ondulado.

### Convés e hangares

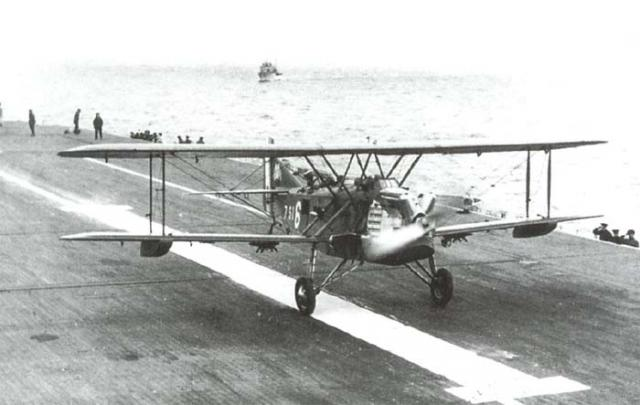
Um avião de reconhecimento Levasseur PL.101 pousando no Béarn

O convés de voo tinha 180 metros de comprimento e uma largura máxima de 27 metros. O convés era feito de duas placas sobrepostas de doze milímetros cobertas por cinquenta a setenta milímetros de teca africana. Inicialmente foi equipado com um equipamento de retenção primitivo, mas este foi substituído na primeira manutenção. Também tinha um guindaste de doze toneladas à ré da ilha que tinha a tarefa secundária de lidar com dois hidroaviões que eram embarcados para uso quando o navio estava atracado.
O Béarn tinha três elevadores elétricos que transferiam as aeronaves entre o convés de voo e o hangar superior. O elevador de vante podia transportar até duas toneladas e media oito metros de comprimento por doze metros de largura e sua intenção era lidar apenas com caças. Este elevador era incomum em que tinha uma configuração de dois andares para que aviões pudessem decolar dele enquanto estivesse na posição abaixada. O elevador central era para uso de aeronaves de reconhecimento com as asas abertas e tinha dez por quinze metros. Podia levar até cinco toneladas, mas era lento e demorava três minutos para completar um ciclo. O poço aberto do elevador tinha pesadas portas em formato de concha no nível do convés de voo a fim de permitir que as operações de voo continuassem enquanto o elevador estivesse no hangar. O elevador de ré era quadrado com laterais de quinze metros e foi projetado para torpedeiros. Podia transportar o mesmo peso que o elevador central, mas era ainda mais lento, demorando cinco minutos para fazer um ciclo, também tendo as mesmas portas de concha no nível do convés de voo.
A embarcação contava com dois hangares, mas apenas o superior de 124 metros de comprimento era usado para operações de aeronaves, já que o inferior era dedicado para oficinas, montagem de aviões e armazenamento de peças e outros equipamentos. Os hangares tinham uma largura nominal de 19,5 metros, mas equipamentos e prateleiras para armazenamento de armas para pronto uso reduziam a largura efetiva para quinze metros. O hangar superior tinha 6,5 metros de altura, exceto na parte de vante, que foi projetada para uso de caças, onde a altura diminuía para cinco metros por conta de um convés adicional para o alojamento do grupo aéreo. Os dois hangares eram subdivididos por quatro cortinas corta-fogo de amianto e equipados com três trilhos no teto para mover os aviões e outros equipamentos. O hangar inferior era equipado com três escotilhas grandes na base dos fossos dos elevadores para acesso ao hangar superior. Os fundos dos elevadores eram equipados com trilhos que se encaixavam com aqueles dos tetos dos hangares; as aeronaves seriam penduradas nos trilhos e os elevadores seriam elevados ou abaixados conforme a necessidade. O Béarn podia armazenar cem mil litros de gasolina de aviação em três compartimentos dentro da cidadela blindada, sendo preenchidos com gás nitrogênio inerte como uma medida para impedir incêndios.
O porta-aviões foi projetado com o objetivo de acomodar até 32 aeronaves, que formariam um esquadrão de doze torpedeiros, um esquadrão de doze aeronaves de reconhecimento e um esquadrão de oito caças. Ele inicialmente entrou em serviço com seis aviões operacionais de cada tipo, mas este número cresceu para nove de cada em 1933 para um grupo aéreo que totalizava de 27 aeronaves. No início de sua carreira também levava dois hidroaviões CAMS 37A que eram usadas apenas quando estava atracado.

### Armamento

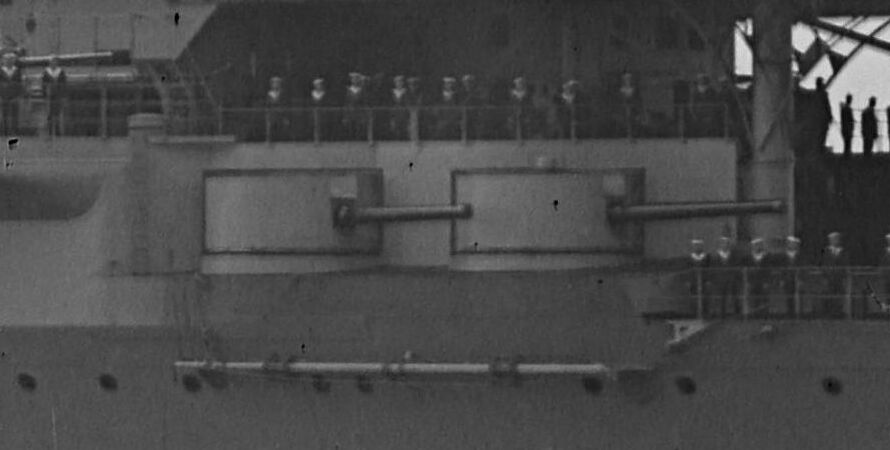
As duas casamatas de vante estibordo

O armamento principal do Béarn era de oito canhões Modelo 1921 calibre 50 de 155 milímetros montados em casamatas nos cantos da superestrutura para defesa contra ataques de superfície. Estas armas disparavam projéteis de 56,5 quilogramas a uma velocidade de saída de 850 metros por segundo. O alcance máximo era de 26,2 quilômetros na elevação máxima de quarenta graus. Os guindastes de munição vieram de seu irmão incompleto Flandre. Cada canhão tinha um carregamento de 250 projéteis.
A defesa antiaérea consistia em seis canhões Modelo 1924 calibre 50 de 75 milímetros, oito canhões Modelo 1925 de 37 milímetros e doze metralhadoras Hotchkiss Modelo 1914 de 8 milímetros; todas essas armas ficavam em montagens únicas localizadas nas laterais do convés de voo. Os canhões de 75 milímetros tinham projéteis de 5,93 quilogramas disparados a uma velocidade de saída de 850 metros por segundo. Tinham um alcance de 14,1 quilômetros a uma elevação de quarenta graus. Seu carregamento era de 450 projéteis por arma. Os canhões de 37 milímetros eram semiautomáticos e tinham uma cadência de tiro de apenas vinte disparos por minuto. Tinham projéteis de 730 gramas disparados a uma velocidade de saída de 810 metros por segundo e com um alcance efetivo de cinco quilômetros. Cada arma tinha um carregamento de 375 projéteis. O Béarn também foi equipado com quatro tubos de torpedo de 550 milímetros instalados acima da linha de flutuação; o carregamento era de oito torpedos Modelo 1923D.
Quatro telêmetros de coincidência de três metros cada montados em plataformas nas laterais do casco proporcionavam os dados usados por dois computadores de controle de disparo Modelo 1923B, que por sua vez controlavam os canhões Modelo 1921 e os torpedos. As únicas partes sem cobertura dos telêmetros eram aquelas bloqueadas pela superestrutura de ilha, pois cada um projetava-se em cinquenta centímetros acima do convés de voo. As armas Modelo 1925 eram controladas por dois diretórios de ângulo elevado equipados com telêmetros OPL de três metros, um a bombordo e outro no topo da extremidade de vante da superestrutura de ilha.

## Carreira

### Construção
O Béarn foi encomendado em 30 de dezembro de 1912, tendo sido nomeado em homenagem a antiga província histórica de Béarn. Seu batimento de quilha ocorreu em 10 de janeiro de 1914 na Forges et Chantiers de la Méditerranée em La Seyne-sur-Mer. O início da Primeira Guerra Mundial em agosto do mesmo ano interrompeu a construção, que ficou paralisada por toda a duração do conflito. As obras nessa altura não estavam muito avançadas: seu casco estava entre oito e dez por cento completo e seus motores apenas 25 por cento finalizados. As caldeiras estavam dezessete por cento montadas, enquanto as torres de artilharia principais vinte por cento completas. Seu casco foi lançado ao mar em 15 de abril de 1920 para liberar a rampa de lançamento, porém a Marinha Nacional ainda não tinha decidido o que fazer com ele.
Uma delegação francesa visitou o porta-aviões britânico HMS Argus nesse mesmo ano e disto surgiu a ideia de converter um dos couraçados incompletos da Classe Normandie em um porta-aviões, designado Projeto 171. O casco do Béarn só tinha sido construído até o convés blindado inferior e carecia de um cinturão e maquinários de propulsão, assim uma plataforma de madeira de 45 por nove metros foi construída no convés inferior com um equipamento de retenção improvisado preso por sacos de areia. O tenente de navio Paul Teste realizou os primeiros testes de pouso com um biplano britânico Sopwith 1½ Strutter. Mais testes ocorreram no ano seguinte com um Hanriot HD.3.
A Marinha Nacional ainda não sabia o que fazer com o navio, mas uma decisão foi forçada quando a França assinou em 1922 o Tratado Naval de Washington, que proibia a construção de novos couraçados. Desta forma foi decidido em 18 de abril que o Béarn seria convertido em um porta-aviões porque sua construção era aquela que estava menos avançada dentre seus irmãos e assim ele seria o mais barato de se converter. Os outros quatro navios da classe, que estavam em estágios mais próximos da finalização, foram desmontados como sucata. Boa parte do equipamento dessas embarcações foi usada para finalizar o Béarn e vários cruzadores que tinham sido encomendados em 1922. Um contrato de conversão foi assinado com a Forges et Chantiers de la Méditerranée em 4 de agosto de 1923 pelo valor de 66,33 milhões de francos.

### Início de serviço
O Béarn foi comissionado em 5 de dezembro de 1927, porém só foi entrar em serviço em 1º de maio de 1928. Foi designado para a 1ª Esquadra de Linha da 1º Esquadra no Mar Mediterrâneo. Uma semana depois embarcou a Esquadrilha 7S1 de reconhecimento e a Esquadrilha 7B1 de bombardeio da Força Marítima de Aeronáutica Naval, ambas voando biplanos Levasseur PL.4. No mesmo dia embarcou também uma comissão senatorial para uma viagem de averiguação para a Córsega e Tunísia que durou até o dia 20.

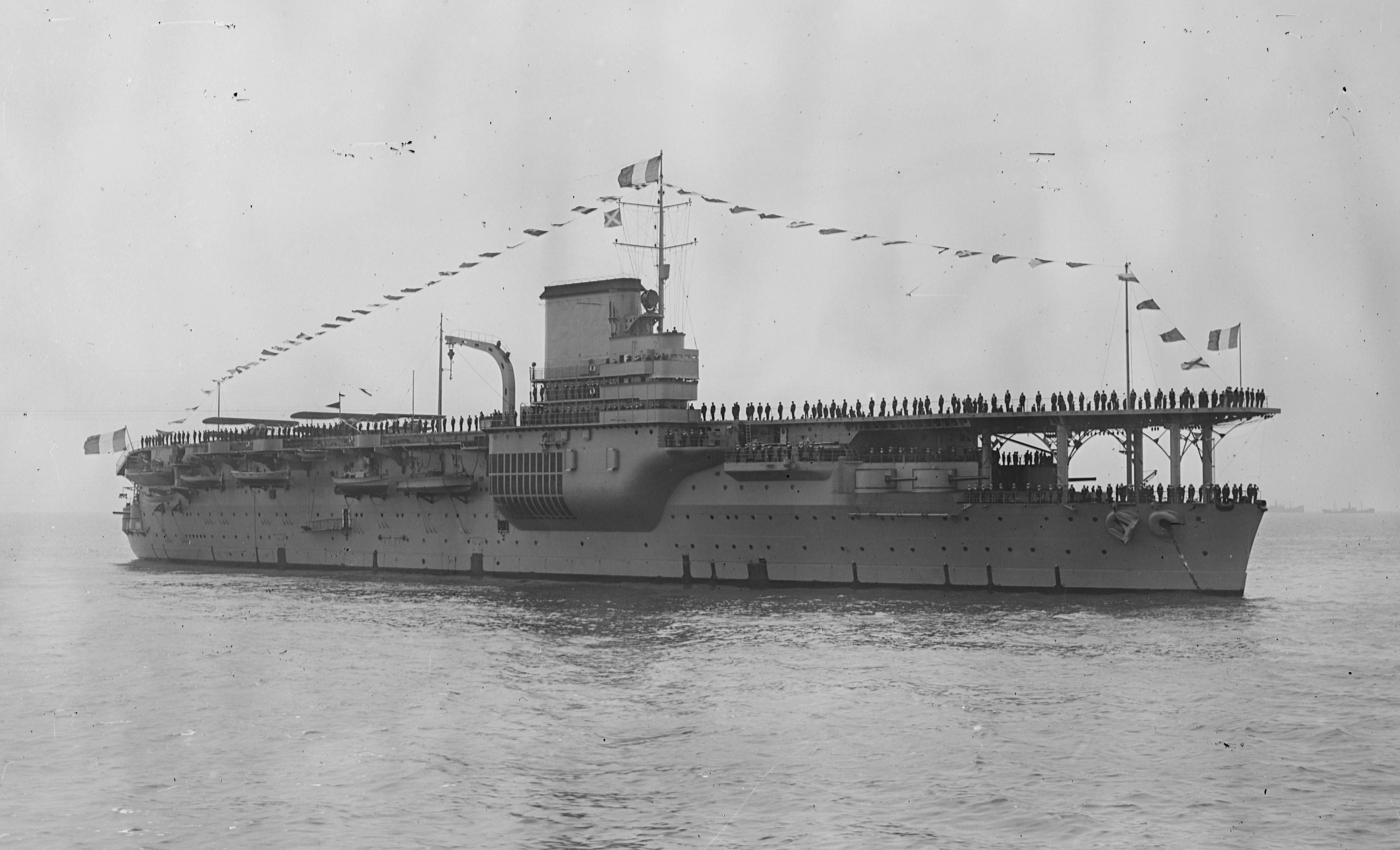
O Béarn em Le Havre em 3 de julho de 1928 durante uma revista naval

A Esquadrilha 7C1 voou seus caças Lévy-Biche LB.2 a bordo em 27 de maio para um cruzeiro pelo Oceano Atlântico e Canal da Mancha, visitando no caminho portos no Marrocos. O porta-aviões participou em 20 de junho de um exercício em que a 1ª Esquadra atacou as defesas de Lorient e realizou desembarques anfíbios. Esteve presente em 3 de julho em Le Havre para uma revista naval para o presidente Gaston Doumergue. Em seguida visitou portos na Normandia, período em que um LB.2 foi forçado a fazer uma amerrissagem, com o navio retornando para a Bretanha no dia 20. Zarparam para Toulon em 29 de julho, mas o Béarn foi desviado para Santander, na Espanha, para que fosse visitado pelo rei Afonso XIII. Fez então uma breve visita à Argélia e chegou em Toulon em 4 de agosto. Foi durante esse cruzeiro que as desvantagens da sua baixa velocidade máxima ficaram aparentes. Ao operar com a frota precisou navegar contra o vento para lançar duas aeronaves e demorou mais de uma hora a uma velocidade de dezesseis nós (trinta quilômetros por hora) para conseguir retornar à esquadra, mesmo com os outros navios navegando a doze nós (22 quilômetros por hora).
O Béarn depois fez um curto cruzeiro de treinamento pela Córsega e Norte da África Francês entre 12 de outubro e 9 de novembro para qualificar pilotos.  Como havia uma limitação de aeronaves e pilotos experientes, a Esquadrilha 7C1 voou apenas dois caças Dewoitine D.1, a 7S2 três PL.4s e a 7B1 quatro PL.4s. Entre as três as esquadrilhas tinham apenas sete pilotos. O navio passou por uma pequena manutenção a partir de dezembro em que a extremidade de vante do convés de voo foi angulada para baixo em 4,5 graus como um primeiro passou para permitir que aviões pousassem pela proa. Além disso, o equipamento de retenção primitivo preso por sacos de areia foi substituído por dois protótipos operados mecanicamente. A manutenção terminou em maio de 1929 e entre os dias 4 e dezesseis o Béarn usou seus hidroaviões CAMS 37 para realizar testes avaliando a visibilidade do submarino Requin submerso. O porta-aviões participou de exercícios no Mediterrâneo próximo do litoral do Marrocos de 27 de maio a 10 de julho. Alguns meses depois fez um cruzeiro litoral atlântico do Marrocos, voando algumas missões de reconhecimento no final de outubro a fim de intimidar quaisquer tribos berberes revoltosas. Também visitou Dacar, África Ocidental Francesa, Madeira e Canárias. Durante esta viagem um único caça Wibault 74 foi testado.

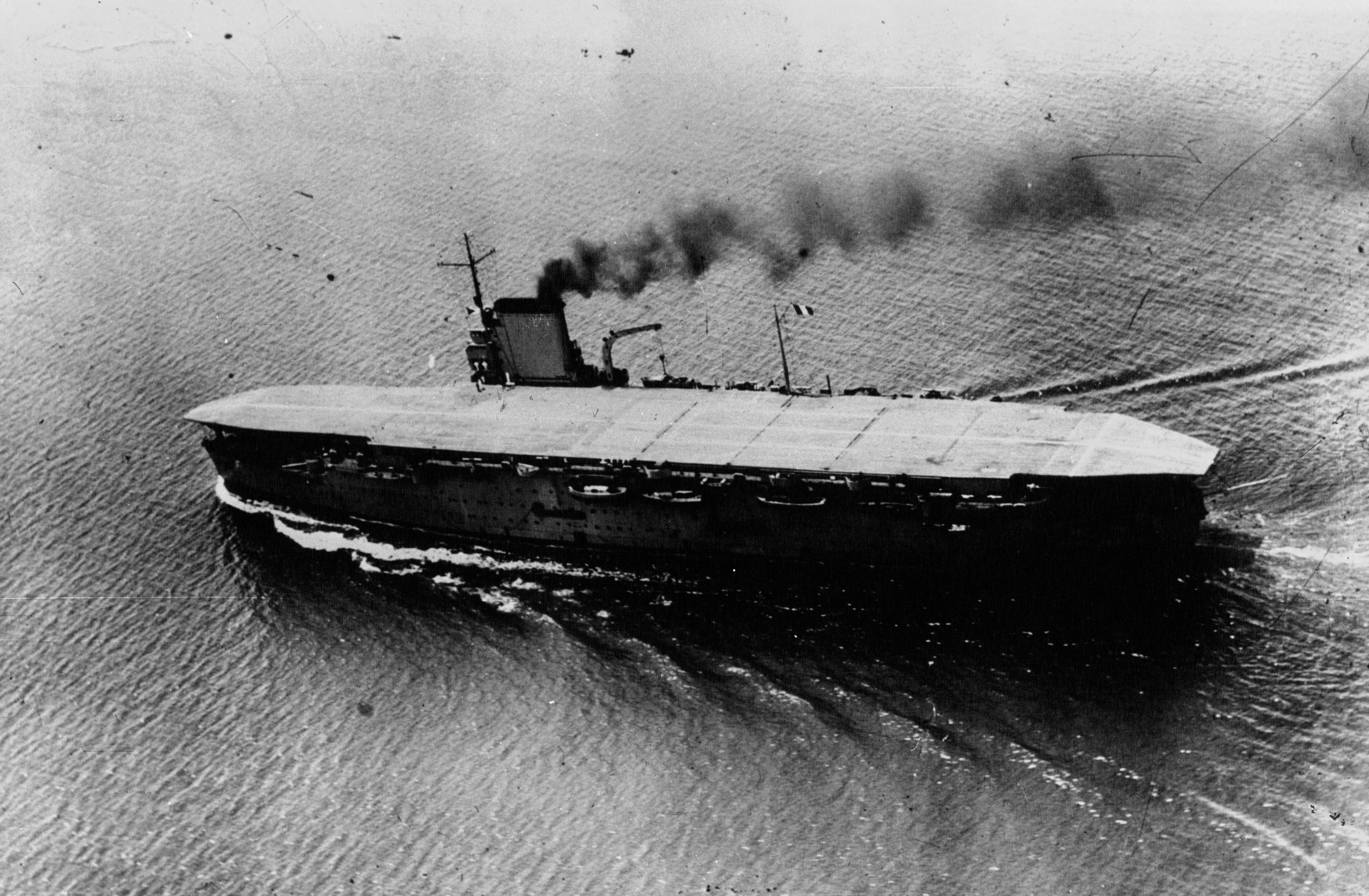
O Béarn em fevereiro de 1932

A embarcação passou por outro período de manutenção entre dezembro de 1929 e abril de 1930 em que a angulação do convés de voo de ré foi alterada para se igualar aos 4,5 graus de vante. O porta-aviões embarcou dez D.1s, cinco LB.2s, dezesseis PL.4s e três CAM 37s em 8 de maio. Dois dias depois participou de uma revista naval da 1ª Esquadrada, também diante de Doumergue, em Argel para celebrar o centenário da conquista francesa da Argélia. Voltou para Toulon em 14 de junho e os LB.2s foram substituídos por D.1s enquanto se aguardava a chegada de novos Wibault 74. A Esquadrilha 7B1 começou a praticar lançamentos simulados de torpedo em dezembro. O torpedeiro Levasseur PL.7 foi entregue para essa esquadrilha quando o Béarn e o resto da 1ª Esquadra fizeram um cruzeiro pelo Norte da África entre 8 de maio e 24 de junho de 1931. O navio passou por nova manutenção no final do ano.
O Levasseur PL.10 substituiu em abril de 1932 o PL.4 na Esquadrilha 7S1. O navio foi visitado no dia 3 por François Piétri, o Ministro da Defesa Nacional. Nesta altura a Esquadrilha 7C1 estava recebendo seus Wibault 74s e assim não participou do cruzeiro da esquadra pelo Mediterrâneo entre 15 de abril e 25 de junho. Fizeram seus primeiros pousos no porta-aviões em 20 de julho. O Béarn foi transferido em outubro para a 2ª Esquadra de Linha. No mês seguinte uma inspeção criticou a prontidão de combate do navio, pois estava limitado a quinze nós (28 quilômetros por hora). O tamanho de cada esquadrilha foi aumentado em 1933 de seis para nove aviões, exceto a esquadrilha de caças que aumentou para dez. A 1ª Esquadra fez um cruzeiro pelo Norte da África de 3 de maio a 24 de junho em que as esquadrilhas praticaram procura e ataque contra navios inimigos a partir de bases em terra, depois usaram Orã para prática de tiro. Os PL.10s da 7B1 praticaram em 20 de julho ataques contra couraçados escoltados por contratorpedeiros. O Béarn em seguida participou em 5 de agosto de uma revista naval para Pierre Cot, o Ministro do Ar. O navio ficou fora de serviço de agosto a novembro, período em que a 7S1 passou a voar PL.101s, uma versão aprimorada do PL.10.

### Reconstrução
O Béarn estava em condições materiais ruins em meados de janeiro de 1931, com as portas do seu elevador central emperradas e as caldeiras desgastadas. Estudos estavam sendo realizados em outubro para uma reconstrução que incluiria a substituição das caldeiras, modificações no elevador de vante e substituição dos canhões Modelo 1924 pelos novos e mais poderosos canhões Modelo 1927 de 100 milímetros. Estudos de custo e viabilidade também ocorreram para investigar as possibilidades da substituição das turbinas de transmissão direta por modelos engrenados, adição de protuberâncias antitorpedo e melhor proteção horizontal contra o perigo de aeronaves decoladas de terra.
Caso fosse equipado com turbinas engrenadas e caldeiras mais modernas para uma potência indicada de sessenta mil cavalos-vapor (44,1 mil quilowatts), foi estimado que o porta-aviões teria uma velocidade de 23,4 nós (43,3 quilômetros por hora), porém a instalação de protuberâncias reduziria isto em um nó para 22,3 nós (41,3 quilômetros por hora) e aumentaria o deslocamento em aproximadamente quinhentas toneladas. O aumento da velocidade não seria suficiente para permitir que o Béarn operasse com os novos couraçados da Classe Dunkerque e não seria possível melhorar a proteção horizontal. O Ministério da Marinha achava que não valia a pena investir uma grande quantidade de dinheiro em um casco de vinte anos de idade e assim autorizou apenas 25 milhões de francos a serem gastos na substituição das caldeiras por seis modelos du Temple, ampliação da base da lâmpada e remoção da casa de cartas e tubos de torpedo. Além disso, as ineficazes metralhadoras Modelo 1914 foram substituídas doze metralhadoras Modelo 1929 de 13,2 milímetros em seis montagens duplas, os diretórios de ângulo elevado foram atualizados e novos telêmetros adicionados para o armamento antiaéreo.

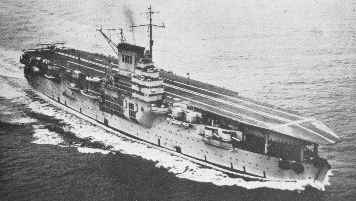
O Béarn em 1937

A reconstrução começou em fevereiro de 1934 e durou até novembro de 1935. Realizou testes de maquinário em 26 de agosto e teve uma média de velocidade de 20,8 nós (38,5 quilômetros por hora) com cinco das suas seis caldeiras acesas. Foi designado para a 1ª Esquadra ao final da reconstrução e passou por uma breve manutenção entre meados de dezembro e meados de janeiro de 1936. As Esquadrilhas 7S1 e 7B1 estavam com força total no início do ano, já a 7C1 tinha apenas onze Wibault 74s. O Béarn foi colocado na 2ª Esquadra para um cruzeiro para a África Ocidental Francesa entre 13 de janeiro e 29 de fevereiro, visitando na viagem de volta Casablanca no Marrocos e Mers-el-Kébir na Argélia. Um Potez 56 decolou do navio em março, a primeira vez que uma aeronave bimotor operou de um porta-aviões. A embarcação fez um último cruzeiro de treinamento com a 1ª Esquadra para o Norte da África Francês entre 8 de maio e 24 de junho, sendo então transferido em 1º de outubro para a 2ª Esquadra Ligeira da 2ª Esquadra. Ficou inicialmente baseado em Brest, mas foi transferido para Cherbourg em 27 de novembro e participou de um cruzeiro de treinamento para Madeira e África Ocidental Francesa de 13 de janeiro a 26 de fevereiro de 1937. Voltou para casa e em março realizou testes com um autogiro LeO C.30. O Béarn participou em 27 de maio de uma revista naval em Brest para Alphonse Gasnier-Duparc, o Ministro da Marinha. No mês seguinte suas aeronaves começaram a treinar operações noturnas.
O porta-aviões embarcou apenas as Esquadrilhas 7S1 e 7B1 para o cruzeiro de treinamento de 1938. A 2ª Esquadra fez exercícios perto dos Açores, Madeira, e o litoral atlântico do Marrocos, também visitando Lisboa em Portugal. Durante o cruzeiro, um PL.101 rebocou um alvo para treinamentos de artilharia antiaérea ao anoitecer e então pousou no Béarn de noite sem incidentes. Este foi o primeiro pouso noturno francês em um porta-aviões feito fora do alcance de terra. O navio passou por uma breve manutenção entre o final de julho e 25 de setembro, com os trabalhos tendo sido acelerados enquanto as tensões internacionais cresciam por causa da Crise de Munique. As esquadrilhas do Béarn foram redesignadas em 1º de outubro: 7C1 se tornou AC1, 7B1 se tornou AB1 e 7S2 se tornou AB2. Durante exercícios em novembro, a AB1 tinha onze aviões e a AB2 tinha nove. AC1 começou a voar caças Dewoitine D.373 em outubro e novembro, com três pilotos fazendo os primeiros pousos bem sucedidos durante esse período. O navio passou por manutenção de 20 de janeiro a 5 de abril de 1939, incluindo substituição dos tubos de algumas de suas caldeiras. Ele se soltou de suas amarras durante uma tempestade em 22 de janeiro, mas foi pego por rebocadores e temporariamente atracado em Laninon. A AC1 começou a receber no início do ano o Dewoitine D.376, uma versão do D.373 com asas dobráveis. O mecanismo para dobrá-las demorava uma hora para operar e seu uso foi abandonado já que os elevadores eram grandes o bastante para levar os aviões com as asas abertas. O Béarn realizou em julho testes de pouso para protótipos do bombardeiro de mergulho Loire-Nieuport LN.401 e também de Vought V-156F comprados dos Estados Unidos.

### Segunda Guerra

#### Pré-armistício
A França declarou guerra contra a Alemanha em 3 de setembro de 1939 e no dia seguinte os aviões do Béarn deixaram a embarcação. O navio estava nominalmente designado para a Força L em 5 de outubro junto com o couraçado Dunkerque e três cruzadores rápido, com a formação tendo recebido ordens de procurar o cruzador pesado alemão Admiral Graf Spee nas Índias Ocidentais. O porta-aviões na verdade permaneceu em Brest realizando exercícios antiaéreos e passando por modificações para servir como navio-tanque para hidroaviões Bréguet 521 Bizerte e Latécoère 521. As modificações consistiam principalmente da adição de uma haste de doze metros para sustentar a mangueira de reabastecimento, mas este trabalhou só terminou em abril de 1940. Dois tripulantes foram seriamente feridos enquanto navio estava ancorado em Laninon em 23 de março quando explosivos usados na construção de uma nova rampa de lançamento ao lado fizeram com que a proa do Béarn fosse acertada por grandes pedaços de entulho.
O navio partiu para Toulon em 13 de abril a fim de iniciar treinamentos de pouso com as Esquadrilhas AB1 e 2S3. A primeira estava equipada com V-156Fs e a segunda com PL.101s, porém em maio deveriam receberem novos LN.411. Chegou ao destino em 18 de abril e cinco dias depois começou os treinamentos com os pilotos da AB1. Esses treinamentos continuaram até a invasão alemã da França em 10 de maio, quando a AB1 foi enviada ao norte. O Béarn voltou para Toulon no dia seguinte para desembarcar os equipamentos das duas esquadrilhas e recebeu ordens de se preparar para uma missão de longa duração em 18 de maio. Neste dia a tripulação embarcou 3 880 caixas de barras de ouro do Banco da França pesando 147 toneladas e com um valor de 9,241 milhões de francos. A intenção era que esse ouro pagasse por armamentos comprados nos Estados Unidos por meio da política do "Pagar e Carregar", o que permitia que empresas estadunidenses fornecessem armas para os países beligerantes ao mesmo tempo que mantinham a neutralidade do país, uma prática que muito favorecia França e Reino Unido. O porta-aviões foi escoltado pelo Mar Mediterrâneo até o litoral atlântico marroquino pelos contratorpedeiros Tramontane, Tornade e Typhon, bem como aeronaves de patrulha marítima. Fez uma breve parada em Casablanca em 21 de maio para reabastecer, com sua escolta sendo reforçada por dois avisos da Classe Bougainville até o dia 25, quando se encontrou com os cruzadores rápidos Jeanne d'Arc e Émile Bertin ao oeste de Madeira. Estes dois navios também estavam transportando barras de ouro e assumiram a escolta. A flotilha chegou em Halifax no Canadá em 1º de junho.

#### Pós-armistício

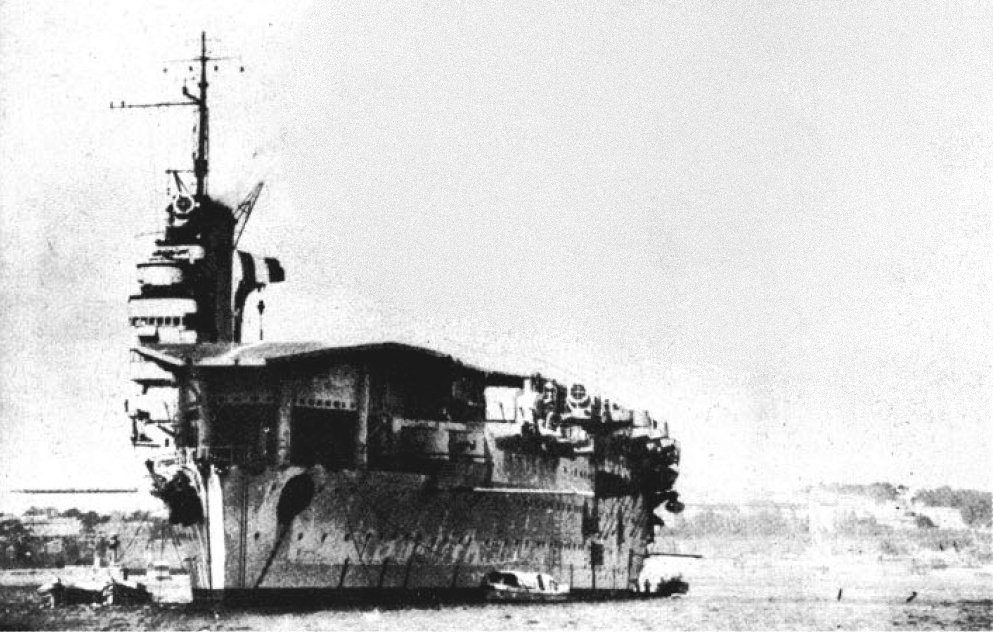
O Béarn c. 1940–1943

O Béarn começou a embarcar aeronaves encomendadas de fabricantes estadunidenses em 3 de junho, incluindo quinze caças Curtiss Hawk 75A-4, 25 aviões auxiliares Stinson Model 105 e seis caças Brewster Buffalo para o Componente Aéreo Belga. Quarenta e quatro bombardeiros de mergulho Curtiss SBC Helldiver foram vendidos como excedente da Marinha dos Estados Unidos, tendo chegado e sido embarcados em 15 de junho. O porta-aviões e o Jeanne d'Arc partiram na manhã seguinte para Brest. Os dois não ouviram a ordem do Alto Comando Francês emitida em 18 de junho para desviarem para Forte da França, na ilha de Martinica na Antilhas Francesas, mas ouviram uma repetição no dia 20 depois de Brest ter sido capturada pelos alemães. Chegaram em Forte da França em 27 de junho e se juntaram a outras embarcações francesas que na prática ficaram internadas em Martinica, por insistência estadunidense, para que não fossem usadas pela Alemanha. As aeronaves do Béarn foram desembarcadas em 19 de julho e as metralhadoras M2 Browning de 12,7 milímetros dos caças foram removidas com o objetivo de fortalecer as defesas antiaéreas dos navios, com o porta-aviões recebendo doze. Muitas das aeronaves acabaram depois destruídas pela exposição aos elementos ou como fonte de partes para outros fins.
Tensões crescentes com a Tailândia e Japão sobre a Indochina Francesa a partir de setembro fizeram com que o governo da França de Vichy negociasse com os Estados Unidos para que as aeronaves e suprimentos do Béarn fossem entregues à Indochina, porém isto foi rejeitado pela Comissão Alemã do Armistício, que tinha que aprovar todos os movimentos da França de Vichy. A comissão aprovou a transferência dos materiais para as colônias africanas, mas isto foi rejeitado pelos estadunidenses. O navio fez breves viagens para Guadalupe em maio e agosto de 1941. Seu casco estava sendo raspado em 6 de dezembro quando um mergulhador descobriu que uma das lâminas de uma das hélices tinha caído. Todos os seus canhões Modelo 1925 foram desembarcados em março de 1942 e transferidos para instalações em terra. O pró-alemão Pierre Laval foi nomeado primeiro-ministro da França em 18 de abril e no dia seguinte os Estados Unidos pressionaram o almirante Georges Robert, o Alto Comissário da República das Antilhas, a imobilizar o porta-aviões. As negociações duraram até 14 de maio porque Robert exigia que o navio pudesse se mover em caso de furacão, porém ele finalmente cedeu e a Comissão Alemã do Armistício concordou no dia 22. Como parte do acordo, o Béarn transferiu dois terços do seu combustível para um petroleiro e teve quatro de suas seis caldeiras incapacitadas. Três de suas armas Modelo 1924 foram desembarcadas em junho. Também transferiu seus canhões Modelo 1921 de vante por volta da mesma época.
O governo da França de Vichy ordenou em 5 de maio de 1943 que os navios nas Antilhas fossem sabotados, mas Robert procrastinou, mesmo depois da ordem ser repetida nos dias 12 e 19. Neste último o Béarn foi encalhado perto da entrada do porto; um compartimento foi inundado quando o casco foi perfurado por destroços. O navio foi colocado em reserva especial em 15 de junho. Robert ordenou em 3 de julho que seus compartimentos de máquinas fossem inundados como um ato extra de sabotagem, mas isto provavelmente faria com que emborcasse, assim as salas de máquinas e caldeiras foram inundadas até a metade com água do mar. Suas aeronaves foram avaliadas no mesmo mês, considerando que 27 Stinsons e dez Hawks ainda estavam utilizáveis. As Antilhas se juntaram à França Livre em 14 de julho quando o contratorpedeiro Le Terrible chegou em Martinica.

#### França Livre
O Béarn foi pilhado por equipamentos pelas outras unidades navais em Martinica e então reflutuado em 8 de setembro, com um dínamo e um motor de direção sendo arranjados para facilitar seu reboque para Porto Rico, que começou em 27 de setembro e terminou três dias depois quando chegou na Enseada Honda. Pelos meses seguintes seus maquinários de propulsão e equipamentos elétricos foram reformados. Iniciou testes pós-reforma em 17 de novembro, mas não foram bem sucedidos e ele precisou ser rebocado de volta ao estaleiro. Passou por mais reparos e testes e então navegou para uma instalação da Todd Shipyards em Nova Orleães, nos Estados Unidos.
Os franceses, por conta da idade e limitações do Béarn, não queriam uma longa e custosa conversão para transformá-lo em um porta-aviões de escolta, escolhendo uma conversão mais barata em um transporte de aeronaves. Escassez de materiais e trabalhadores qualificados, mais dificuldades com os equipamentos franceses fizeram com que a conversão demorasse muito mais do que planejado. Praticamente todo o sistema de propulsão e maquinários auxiliares tinham sido removidos até maio de 1944 para que fossem reformados, com o estaleiro esperando que o navio estivesse pronto em 1º de setembro. A Marinha Nacional não acreditou nessa estimativa, com essas preocupações se mostrando verdadeiras quando em 20 de junho uma data mais realista de 15 de dezembro foi dada. Esta foi perdida e os trabalhos foram finalmente concluídos em 30 de dezembro.
Seu armamento e equipamento de controle de disparo originais foram substituídos por quatro canhões de duplo propósito Marco 37 calibre 38 de 127 milímetros em montagens únicas no lugar das armas Modelo 1924, 24 canhões de 28 milímetros em seis montagens quádruplas, uma na proa, uma na popa e as restantes em plataformas na lateral do casco, mais 26 canhões Oerlikon de 20 milímetros em montagens individuais. Quatro diretórios Marco 51 foram adicionados para controlarem as armas Marco 37 e as de 28 milímetros, enquanto um radar de aviso prévio SA-2 e um radar de varredura de superfície SF foram instalados na superestrutura de ilha. O Béarn tinha um carregamento de trezentos projéteis para cada canhão Marco 37, 2 210 para cada canhão de 28 milímetros e 8 862 para cada Oerlikon. Outras mudanças incluíram a remoção do elevador do meio, a adição de um guindaste de dezessete toneladas a bombordo do convés de voo e a substituição de seus geradores a diesel por dois geradores General Motors de trezentos quilowatts. O carvão de proteção foi removido e os depósitos de carvão foram convertidos em tanques de óleo combustível, aumentando seu carregamento máximo para 4,5 mil toneladas.
O navio deixou Nova Orleães em 30 de dezembro e seguiu para Portsmouth, onde ficou em uma doca seca entre 8 e 19 de janeiro de 1945 para resolver questões que tinham surgido na viagem. Realizou testes de velocidade em 24 de fevereiro e alcançou 17,93 nós (33,21 quilômetros por hora). Foi declarado pronto no dia 26. Precisou esperar pela chegada de 230 tripulantes adicionais antes de navegar para Nova Iorque em 3 de março para pegar sua carga. Esta incluía 148 soldados e marinheiros estadunidenses, 88 aeronaves e materiais totalizando 455 toneladas. Foram guardados no hangar 26 caças North American P-51 Mustang e três bombardeiros de mergulho Douglas SBD Dauntless, com mais catorze P-51s e 41 caças Republic P-47 Thunderbolt no convés de voo. Também foram embarcados quatro homens de ligação da Marinha dos Estados Unidos.
O Béarn zarpou em 7 de março como parte do Comboio CU 61. Brevemente perdeu energia na manhã do dia 13 em mares bravios e colidiu com o navio de transporte de tropas USAT J. W. McAndrew. O impacto matou 68 soldados e um marinheiro da Guarda Armada a bordo do J. W. McAndrew, enquanto o Béarn sofreu um tripulante desaparecido, três mortos e sete feridos. As duas embarcações sofreram danos no casco e o navio de transporte teve seus canhões de estibordo incapacitados. Ambos navegaram para Ponta Delgada nos Açores a fim de passarem por reparos de emergência, chegando em 22 de março. O Béarn passou por reparos permanentes em Casablanca entre 15 de março e 18 de julho, mas precisou de mais reparos em Gibraltar de 22 a 30 de julho. Foi para Orã no dia 31 e embarcou 535 homens, quatrocentas toneladas de material e parte de um hidroavião Bréguet 730, chegando em Toulon em 3 de agosto. Embarcou 1 378 soldados da 13ª Meia-Brigada da Legião Estrangeira, 280 aviadores e 275 veículos para serem levados até Argel, onde chegou seis dias depois. Em seguida transportou em 13 de agosto 174 legionários para Orã, onde ficou em manutenção até 9 de setembro.

### Resto de serviço

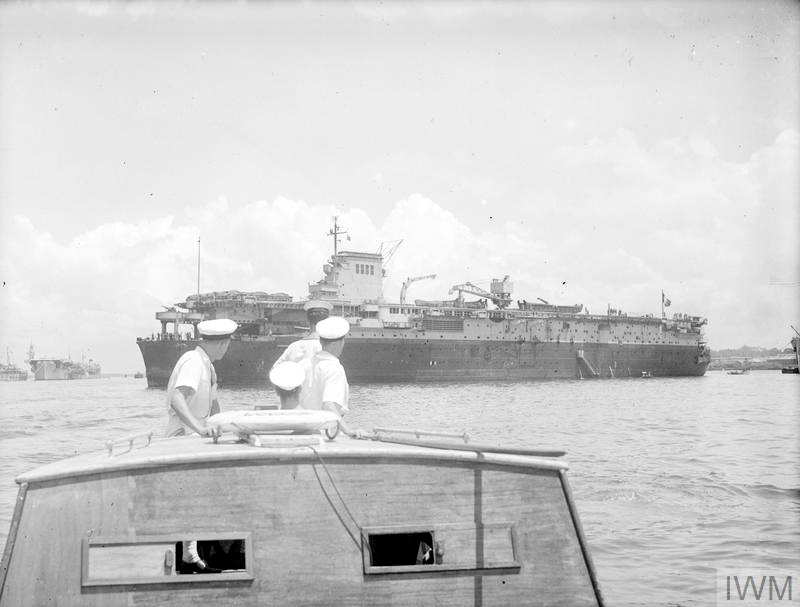
O Béarn no Ceilão em outubro de 1945

Os franceses, após o final da guerra em setembro, tentaram reestabelecer seu domínio colonial na Indochina, assim o Béarn transportou homens, materiais e suprimentos, incluindo 215 veículos e nove lanchas de desembarque de Marselha para a Indochina, onde chegou em 21 de outubro. Partiu para Singapura em 26 de novembro e chegou dois dias depois. Em dezembro transportou vinte lanchas de desembarque de Singapura para a Indochina, também contribuindo com um grupo de desembarque para operar essas embarcações como Divisões de Ataque Naval. Tropas chinesas começaram a deixar o norte da Indochina no início de 1946 e o Béarn transportou para Haifom no início de março alguns aviões de ligação Piper L-4 Grasshopper e três antigos hidroaviões japoneses Aichi E13A da Esquadrilha 8S, mais dezesseis lanchas de desembarque. As instalações médicas do navio foram usadas para tratar feridos até sua partida no dia 11. Chegou em Saigon em 14 de março e essas instalações foram transferidas para um hospital local.
O Béarn navegou para Manila nas Filipinas em 19 de março para embarcar suprimentos e voltou em 11 de maio depois de desmobilizar alguns de seus tripulantes mais antigos. O porta-aviões passou o mês seguinte levando suprimentos e materiais entre vários portos da Indochina. Embarcou 450 soldados em 10 de junho, incluindo 419 feridos, e partiu para Toulon. Só chegou em 23 de julho por conta de problemas nas suas caldeiras, sendo colocado em 1º de outubro na reserva especial. O Béarn foi designado em 9 de dezembro de 1948 como a capitânia do Grupo de Ação Antissubmarina. Esta inicialmente era formada por um grupo de navios antissubmarinos, o Grupo de Embarcações de Superfície, e um grupo de submarinos, o Grupo de Submarinos Disponíveis, com o porta-aviões servindo de auxiliar para os submarinos. O Grupo de Embarcações de Superfície foi desfeito em 15 de setembro de 1950 e o Grupo de Submarinos Disponíveis foi renomeado em 1º de outubro de volta ao seu nome original, a 1ª Esquadra de Submarinos. Apenas os canhões Marco 37 permaneciam a bordo do Béarn em 1952. O número de tripulantes alojados a bordo variou, mas em média era de oitocentos, o que levava as instalações sanitárias e de comida ao limite. Tornou-se em 1955 o primeiro navio da Marinha Nacional com um receptor de sinal de televisão. O Grupo de Ação Antissubmarina foi desfeito em 10 de outubro de 1960 e o porta-aviões relegado a um alojamento flutuante, porém manteve sua oficina de torpedos. Seus custos de manutenção foram crescendo a ponto de ser mais barato construir alojamentos dedicados para tripulações de submarinos, o que foi feito em 1966. O Béarn foi descomissionado em 31 de março de 1967 e renomeado Q 419. Foi vendido como sucata em 4 de setembro, sendo rebocado quatro dias depois para Savona na Itália, onde foi desmontado. Em seus quarenta anos de serviço, o Béarn nunca lançou uma aeronave em combate.